# A Delicate Balance
A Delicate Balance (Brasil: Equilíbrio Delicado / Portugal: Equilíbrio Instável) é um filme estadunidense de 1973, do gênero drama, dirigido por Tony Richardson.

## Sinopse
Agnes é uma mulher forte que comanda a família e seu marido que não consegue enfrentar a vida. Os dois preferem viver sozinhos, pois cada vez que alguém vem visitá-los seu "equilíbrio delicado" é ameaçado.

## Elenco
- Katharine Hepburn … Agnes
- Paul Scofield    … Tobias
- Lee Remick       … Julia
- Kate Reid        … Claire